# Joe Goldberg
Joseph Gabriel Goldberg es un personaje de ficción y protagonista de la serie de libros You, escrita por Caroline Kepnes, así como de la adaptación televisiva del mismo nombre, donde es interpretado por el actor canadiense  Penn Badgley, por Gianni Ciardiello, Aidan Wallace y Jack Fisher cuando era joven, y como su yo interior por Ed Speleers. Joe es un asesino en serie, acosador y ex gerente de una librería que, al conocer a Guinevere Beck en su lugar de trabajo en Nueva York, desarrolla una obsesión extrema, tóxica y delirante con ella. Después de mudarse a Los Ángeles para escapar de su sórdido pasado, conoce a la ávida chef Love Quinn y recae en sus viejos hábitos de obsesión y violencia para evitar el destino de sus aventuras románticas pasadas. A medida que su matrimonio con Love se desmorona, abandona su vida en los Estados Unidos y se muda a Londres, donde comienza a rastrear al asesino de Eat-the-Rich, mientras mantiene un enamoramiento con Kate Lockwood.

## Serie de televisión

### Primeros años
Al comienzo de la historia, se revela que Joe nació el 19 de septiembre de 1988, de padres separados. A partir de flashbacks, se revela que la madre biológica de Joe, llamada Sandy Goldberg (Magda Apanowicz) fue abusada por su padre biológico, llamado Raphael Passero (Billy Lush) y que él fue sometido a negligencia y abuso por parte de su padre. Buscando proteger a su madre, Joe (Aidan Wallace) dispara y mata a su padre biológico. Algún tiempo después, ella le dice que actualmente no está en condiciones de cuidarlo y un trabajador de Servicios de Protección Infantil lo toma y lo envía al Irving Group Home For Boys del estado de Nueva York.
Después de unos años en el sistema de hogares de acogida, el Sr. Mooney (Mark Blum) adoptó a Joe (Gianni Ciardiello), lo cuidó y le dio un trabajo en la librería. Sin embargo, más adelante se destaca que Mooney sometió a Joe a un trato abusivo similar, encerrándolo en una bóveda de plexiglás, debajo de su librería, en contra de su voluntad. Como parte de su "lección", Mooney le enseñaría a Joe el valor de la lectura y los libros, para demostrarle su afecto y reverencia hacia tales actividades.

### Primera temporada
Joe, ahora el gerente de la librería, intenta conquistar a la estudiante de MFA Guinevere Beck (Elizabeth Lail) manipulando todo y a todos a su alrededor. Justifica sus acciones diciendo que para poder perseguir a Beck, quiere asegurarse de que ella vale la pena y no le romperá el corazón. Continuamente insinúa que ocurrió algo similar en el pasado con su exnovia, Candace Stone (Ambyr Childers), quien se presume que está muerta.
Joe también es buen amigo de su vecino de al lado, Paco (Luca Padovan), un chico que tiene una vida familiar abusiva y siempre está tratando de escapar leyendo libros. Después de que Paco intenta matar al novio de su madre, Ron (Daniel Cosgrove), dándole una sobredosis de pastillas, Ron se desmaya fuera del apartamento de Joe y golpea salvajemente a Joe al despertar. La madre de Paco, Claudia (Victoria Cartagena), rompe con Ron, con el apoyo de Joe, pero pronto recae en la adicción a las drogas.
Después de un día de seguir a Beck por las sombras, Joe salva a Beck después de que ella se cae a una vía de tren. Al mismo tiempo, le roba el teléfono y, después de que ella lo reemplaza, puede leer sus mensajes sincronizados con la nube. Cree que su rico y malcriado novio Benji Ashby (Lou Taylor Pucci) es un obstáculo para su futura relación con Beck y engaña a Benji para que lo conozca, lo golpea en la cabeza y lo mantiene cautivo en una jaula con clima controlado para libros raros en el sótano de Mooney. Finalmente, mata a Benji usando su alergia al maní para inducir un shock anafiláctico y quema sus restos en el bosque.
Joe y Beck comienzan a salir y él conoce a sus amigos ricos de la Ivy League. Su mejor amiga, Peach Salinger (Shay Mitchell), sospecha de sus intenciones y lo ridiculiza por trabajar en el comercio minorista. Joe ve a Peach como otro obstáculo en su relación con Beck, por lo que la sigue en Central Park y la golpea con una piedra en la nuca. Más tarde la mata después de que ella invita a Beck a un retiro en la finca de J. D. Salinger en Greenwich, Connecticut, enmarcando su muerte como un suicidio.
Beck regresa a terapia para lidiar con su dolor y Joe sospecha de su relación con su terapeuta, el Dr. Nicky (John Stamos). Asiste a sesiones de terapia con el Dr. Nicky usando una historia falsa. Inicialmente planea matar al Dr. Nicky, pero decide darle espacio a Beck y comienza a salir con Karen Minty (Natalie Paul), una amiga de Claudia.
Beck extraña a Joe y lo persigue de nuevo. Después de que él rompe con Karen, comienzan otra relación. Sin embargo, ella comienza a sospechar cuando él evita continuamente el tema de su exnovia, Candace. A través de flashbacks, se revela que Joe mató a Elijah Thornton (Esteban Benito) después de descubrir que Candace se acostaba con él para conseguir un contrato discográfico en su compañía.
Más tarde, Joe descubre que Beck se acostó con el Dr. Nicky y la confronta. Después de que Beck le pide disculpas por su comportamiento erróneo, él afirma que pueden trabajar en estos problemas en su relación siempre que confíen el uno en el otro. Después de que la pareja tiene relaciones sexuales, Joe posteriormente sale del apartamento por la mañana para preparar el desayuno para Beck. Momentos después, Beck se encuentra con Paco, quien pregunta por Joe. Paco expone inadvertidamente la ubicación de un lugar secreto que Joe usa para esconder cosas. Después de que Beck descubre una caja en el techo del baño de Joe que contiene recuerdos y objetos robados de su casa, de Peach y restos dentales de Benji, intenta escapar, pero Joe la secuestra y la atrapa en el sótano de su lugar de trabajo.
Beck escribe una novela que implica a e Dr. Nicky en su asesinato para convencer a Joe de que lo entiende. Más tarde la deja de nuevo por la noche y mata a Ron. Más tarde, Paco ayuda a Joe a encubrir el asesinato de Ron porque está muy agradecido. Joe intenta convencer a Beck de que todas sus acciones anteriores (por malas que sean) se hicieron por su seguridad y para mejorar su vida. Es comprensible que esté en conflicto, pero finalmente se da cuenta de que Joe está loco y que el hombre que creía conocer no era quien decía ser. Beck actúa como si amara a Joe para lograr que desbloquee la jaula de vidrio en la que la mantenía y logra liberarse y lo encierra, diciéndole que es un monstruo enfermo que se aprovecha de las personas y abusa de su poder sobre ellas. En su última conversación con Beck, Joe finalmente comprende que Beck nunca lo amará. Poco después, la mata estrangulándola y culpa al Dr. Nicky de ser su asesino. Meses después, se publica el libro de Beck y el Dr. Nicky es encarcelado. Candace aparece en la librería y Joe queda atónito.

### Segunda temporada
Después del regreso de Candace, ella explica cómo sobrevivió la noche en que Joe pensó que la había matado. Se burla de Joe con su conocimiento de su culpabilidad en la muerte de Beck y lo amenaza. Después de escapar de su control, Joe se dirige rápidamente a Los Ángeles. En el Aeropuerto Internacional de Los Ángeles, nota un frenesí público en torno a un famoso comediante, Henderson (Chris D'Elia). Joe luego se encuentra con Will Bettelheim (Robin Lord Taylor), un hacker de una reunión de Craigslist. Cuando Will no puede crear una identidad imposible de rastrear para él, Joe secuestra a Will y lo encarcela en una bóveda de plexiglás escondida en un almacén. Joe utiliza el nombre de Will para conseguir un apartamento y se hace amigo de la vecina y administradora del edificio, Delilah Alves (Carmela Zumbado) y de su hermana adolescente, Ellie Alves (Jenna Ortega).
Joe conoce a Calvin (Adwin Brown), el gerente de Anavrin, una tienda de comestibles familiar de moda y con conciencia de la salud, y es contratado como empleado en la librería de la tienda. Luego, Joe conoce a Love Quinn (Victoria Pedretti), una viuda que trabaja en la cocina, y a su hermano adicto, Forty Quinn (James Scully). Love se le acerca a Joe, pero él inicialmente se resiste. Se reencuentran y Love cree que sus encuentros son atribuibles al destino. Más tarde, se revela que Joe manipuló las circunstancias para conseguir su trabajo y apartamento y orquestó en secreto su encuentro con Love.
Joe se comunica con un hombre llamado Jasper Krenn (Steven W. Bailey), que busca al verdadero Will Bettelheim para conseguir dinero. Joe promete entregarlo, pero Jasper lo inmoviliza y le corta la punta de un dedo. Jasper le explica que si Joe puede detener el sangrado, tendrá unas 12 horas para volver a colocar la punta del dedo y que guardará la punta en una hielera como rescate. Will le ordena a Joe que vaya a una fiesta en una casa en San Fernando Valley para recuperar dinero de un hombre llamado Rufus. Antes de ir a la fiesta, Joe cancela su invitación al almuerzo de Love con sus amigos. Más tarde, Joe encuentra a Rufus, pero le ofrece una bolsa de pastillas en lugar de dinero en efectivo. Más tarde, Joe atrae a Jasper a su almacén y lo mata. Hace que le vuelvan a colocar la punta del dedo y luego desmembra y se deshace del cuerpo de Jasper.
Love se enfrenta a Joe y le revela que ha descubierto sus mentiras al hablar con su hermano Forty. Más tarde se disculpa y deciden ser solo amigos por el momento. Joe intenta resistir su creciente atracción por Love y se hace amigo de Forty como una distracción. Cuando Forty tiene un colapso en una fiesta, Joe llama a Love para que lo ayude y luego comienzan una relación sexual. Pero la relación de Joe con Love se ve desafiada por la dependencia emocional de Forty.
Delilah le dice a Joe que Henderson la drogó y violó cuando era adolescente. Joe luego descubre a Ellie pasando el rato con Henderson y promete protegerla del depredador, ya que ya ha instalado en secreto un chip de control en su teléfono celular. Se infiltra en una fiesta en la casa de Henderson y le roba su computadora portátil. Después de darle las pastillas a Will, Joe le hace revisar la computadora portátil pero no encuentra nada. Más tarde se entera de Forty que hay una habitación secreta en la casa de Henderson. Will le da información que le permite ingresar a la habitación, y Joe encuentra fotos de mujeres inconscientes, incluida Delilah. Joe descubre que Ellie ha desactivado el chip en su teléfono y se dirige a la casa de Henderson. Joe le agrega GHB a su bebida y luego lo tortura. Henderson intenta escapar y Joe lo tira por las escaleras, matándolo. Más tarde, Joe se enfrenta al amigo policía de Delilah, David Fincher (Danny Vasquez), quien lo atrapa cruzando la calle de forma imprudente, pero lo deja ir con una advertencia. De regreso a la bóveda, Joe libera a Will después de que él promete desaparecer y no denunciarlo.
Forty le cuenta a Love que conoció a una mujer llamada Amy Adam, que resulta ser Candace, que ha rastreado a Joe en busca de venganza. Love, Joe, Forty y Candace asisten a un retiro de bienestar con Love y la familia de Forty. Después de que Forty sufre otra crisis nerviosa y Love se enfrenta a su madre, le confía a Joe sobre el abuso sexual infantil de Forty. Joe se sincera sobre el abuso físico de su padre y Joe y Love se sienten más unidos que nunca. Sin embargo, Candace le advierte a Joe que la verdad saldrá a la luz y se revela que ha convencido a Forty de escribir un guion basado en la novela de Beck.
Love sospecha del comportamiento de Candace y contrata a un investigador privado para que la siga. Joe va al apartamento de Candace para matarla, pero ella va a su apartamento, donde le expone la verdad sobre su pasado a Love. Cuando regresa, Love lo confronta, pero él la convence de que se fue de Nueva York para escapar de las mentiras de Candace, pero luego se separan.
Joe y Delilah tienen una aventura de corta duración y Love comienza un romance con Milo Warrington (Andrew Creer), el mejor amigo de su difunto esposo. Joe y Delilah son arrestados por conducta lasciva en público, pero Joe logra que Forty use sus conexiones para sacarlos de la cárcel. Cuando Fincher revela sus sospechas sobre Joe a Delilah, ella toma sus llaves y va a su almacén. La encuentra allí y la encierra en la bóveda. Antes de que pueda regresar, Forty organiza un elaborado plan de secuestro encerrándose a sí mismo, a Joe y a Ellie en una habitación de hotel para arreglar su guion. Finalmente, droga a Joe con LSD. Joe y Love se reconcilian, y Love lo convence de quedarse en Los Ángeles. Forty finalmente termina el guion, infiriendo correctamente que el ex de Beck la mató en un crimen pasional. Forty le confiesa a Joe que, de joven, mató a la niñera que lo agredió cuando era niño.
Cuando Joe regresa al almacén, encuentra a Delilah muerta. Más tarde recibe una llamada de Will, quien no lo denunció, pero hizo un viaje a Manila. Candace descubre la ubicación de la bóveda y llega para encontrar a Joe con el cadáver de Delilah. Ella lo encierra en la bóveda y llama a Love para demostrar que Joe es un asesino peligroso. Joe decide confesarle toda la verdad a Love, quien reacciona inesperadamente, alejando a Candace de la bóveda y matándola para evitar que llame a la policía.
Love le revela a Joe que creó las condiciones para que él se enamorara de ella. Ella menciona que ella fue quien mató al violador de niños de Forty y lo incriminó por el asesinato. También revela que mató a Delilah para evitar que Joe se viera obligado a huir a México. Love explica que tiene la intención de incriminar a Ellie por el asesinato de Henderson, fingir la muerte de Delilah como un suicidio y construir una nueva familia con Joe y Forty. Alarmado por las maquinaciones de Love, Joe intenta matarla, pero se detiene cuando ella le revela que está embarazada de su hijo nonato.
Forty continúa descubriendo el verdadero misterio del asesinato de Beck y entrevista al Dr. Nicky en un centro penitenciario de Nueva York. Descubre la verdad y regresa para intentar alejar a Love de Joe, diciendo que es un asesino en serie. Forty afirma que su hermana siempre ha estado loca y luego es asesinada por Fincher justo antes de que logre matar a Joe. Love usa el poder de su familia para limpiar los antecedentes penales de Joe e incrimina a su hermano fallecido por el asesinato de Henderson. Al final de la temporada, Joe ha vuelto a su naturaleza obsesiva y, después de mudarse con Love a una casa suburbana, comienza a planear una forma de llegar a un nueva vecina.

### Tercera temporada
Después de mudarse a Madre Linda, Love da a luz a un niño al que llaman Henry, pero Joe se siente incómodo porque le dijeron que sería una niña. Con Joe de vuelta en su naturaleza obsesiva habitual, comienza a planear su mudanza con su nueva vecina Natalie Engler, una mujer casada que vive separada. Sin embargo, Joe se niega a engañar a Love cuando Natalie intenta seducirlo. Irónicamente, Love descubre la obsesión de Joe después de asistir a una cena en la que también estaba Natalie. Love engaña a Natalie para que se reúna con ella, donde mata a Natalie y llama a Joe para que la ayude a encubrirlo. Luego, los dos hacen todo lo posible para encubrir el asesinato impulsivo cometido por Love mientras se mantienen discretos para no atraer ninguna atención no deseada hacia su familia. Todo parece volver a la normalidad, pero el marido viudo de Natalie no cree la historia de su huida y comienza a investigar a amigos y vecinos.
Henry se infecta de sarampión y apenas se recupera. Cuando uno de sus vecinos, Gil Brigham, admite que es antivacunas y que sus hijas no vacunadas infectaron a Henry, Love lo ataca y ella y Joe se ven obligados a encarcelarlo. Finalmente descubren evidencia de que el hijo de Gil agredió sexualmente a su compañera de escuela e intentan usarla como palanca para poder dejarlo ir sin tener que preocuparse de que los denuncie a la policía. Desafortunadamente, Gil se suicida por culpa. Joe y Love lo incriminan por el asesinato de Natalie, escribiendo que estaba teniendo una aventura con ella.
Love, sintiéndose poco apreciada por Joe, comienza una aventura con el hijastro de Natalie, Theo, pero luego la termina cuando se da cuenta de que quiere que funcione con Joe.
Joe, por otro lado, se enamora de la bibliotecaria Marienne Bellamy, que está en una batalla por la custodia de su hija Juliette con su exmarido abusivo Ryan Goodwin. Joe intenta sabotear a Ryan, pero recurre a emboscarlo y asesinarlo. Love descubre su romance, paraliza a Joe con acónito y se prepara para asesinar a Marienne, pero cambia de opinión cuando ve a Juliette, revela los crímenes de Joe y convence a Marienne y Juliette de que huyan. Joe se recupera y asesina a Love, entrega a Henry a una pareja que conoce, luego finge su muerte y escapa usando el nombre de Nick Jones a Francia.

### Cuarta temporada

#### Parte 1
Todavía como Nick Jones, Joe logra localizar a Marienne en un festival de arte de Londres, pero ella lo rechaza. Un asesino desilusionado contratado por la familia Quinn lo confronta, pero lo perdona y le proporciona una identidad falsa a cambio de dinero. Joe, ahora conocido como Jonathan Moore, usa sus credenciales falsas para convertirse en profesor universitario de inglés. Se interesa por Kate Galvin, una galerista de arte y la novia de su colega y vecino Malcolm Harding. Después de que Joe salva a Kate de dos asaltantes, Malcolm invita a Joe a una fiesta como agradecimiento, donde conoce al aspirante a político Rhys Montrose, al artista Simon Soo y a los aristócratas Roald Walker-Burton, Gemma Graham-Greene y Lady Phoebe Borehall-Blaxworth. Después de una larga noche de fiesta, Joe se desmaya. A la mañana siguiente, Joe se despierta en casa y ve a Malcolm apuñalado hasta la muerte en la mesa del comedor.
Después de que Joe se deshaga del cuerpo de Malcolm, recibe mensajes anónimos del verdadero asesino de Malcolm agradeciéndole a Joe por deshacerse de la evidencia. Joe sospecha que el asesino es uno de los amigos de Kate y Malcolm y se infiltra en su círculo social para investigarlos. Durante el curso de la investigación, Simon es asesinado mientras está en una exposición de arte, el acosador de Joe deduce su verdadera identidad y Joe entabla una relación sexual con Kate. Joe asesina al guardaespaldas de Phoebe, Vic.
Phoebe invita a Joe a su casa de campo en Hampshire, donde comienza a sospechar que Roald es el asesino y tiene un altercado con él. Después de escuchar un grito, Joe descubre a Kate arrodillada sobre el cadáver de Gemma con un cuchillo. Ella alega su inocencia y obliga a Joe a ayudarla a esconder el cuerpo. Joe es atrapado por Roald, quien intenta matarlo con un rifle, pero es incapitado rápidamente. Rhys llega y revela que él es el acosador de Joe y el asesino.
Encadenando a Joe y Roald en las catacumbas de la casa de campo, Rhys revela que planea asesinar al resto del grupo de amigos y le ordena a Joe que mate a Roald para poder incriminarlo como el asesino. Cuando Joe se niega, Rhys prende fuego a las catacumbas, pero Joe y Roald logran escapar. Kate se ofrece a invitar a Joe a una cita, pero Joe la rechaza, planeando acabar con Rhys, quien anuncia su campaña para la alcaldía.

#### Parte 2
De vuelta en Londres, Rhys chantajea a Joe para que incrimine a alguien como el asesino de Eat the Rich. Joe decide incriminar a Dawn Brown, una mujer que intentó secuestrar a Phoebe. Rhys continúa chantajeando a Joe y le ordena que mate al padre de Kate, el multimillonario Tom Lockwood. Joe inicia oficialmente una relación con Kate y va a encontrarse con Tom, quien reconoce su verdadera identidad como el esposo de Love Quinn y lo contrata para asesinar a Rhys. Joe se entera de que Rhys secuestró y encarceló a Marienne.
Joe rastrea a Rhys en la casa de su exesposa, lo tortura sin éxito para obtener la ubicación de Marienne y lo estrangula hasta la muerte en un ataque de ira. Cuando Joe continúa viendo a Rhys, se da cuenta de que había desarrollado una doble personalidad que tomó la forma física de Rhys; el verdadero Rhys nunca lo había conocido. En realidad, fue el propio Joe quien secuestró y encarceló a Marienne y cometió los asesinatos de Devora-a-los-ricos.
Joe encuentra a Marienne y decide liberarla después de hacer arreglos para escapar. Encuentra su teléfono y aparentemente se da cuenta de que había perdido la custodia de su hija, lo que la devasta cuando le transmite la noticia. Más tarde, la encuentra aparentemente muerta por una sobredosis de pastillas de oxicodona que le había colocado previamente. Creyendo que Marienne había muerto, Joe se deshace de su cuerpo en un parque para que parezca que tuvo una sobredosis. Sin embargo, su estudiante Nadia conspiró con Marienne para fingir la muerte de esta última para poder escapar.
Atrayéndolo con un mensaje de texto del teléfono de Kate, Joe asesina a Tom y a su guardaespaldas antes de prepararse para suicidarse por culpa de la muerte de Marienne y para evitar lastimar a alguien más. Joe se arroja de un puente, pero su lado "oscuro" sobrevive. Joe acepta por primera vez que es un asesino y, tras descubrir que Nadia lo había estado espiando, asesina a su novio y la incrimina. Kate usa sus recursos para borrar el pasado de Joe y regresan a Nueva York. Cuando Joe mira por la ventana de su apartamento, ve a Rhys mirándolo fijamente.

## Desarrollo
En 2014, Caroline Kepnes lanzó su primera novela de la serie de suspenso, You. Kepnes explicó que escribió la novela durante un período oscuro de su vida, el año en que su padre murió de cáncer, y en el que experimentó varios desafíos personales. Inicialmente Kepnes dudaba en clasificar a Joe, ya que algunos lectores argumentaron que sus acciones lo clasificaban como un asesino en serie. Luego, la autora aclaró su posición sobre el asunto, citando que «Recuerdo cuando lo escribí y alguien se refirió por primera vez a Joe como un asesino en serie. Yo dije — él no es un asesino en serie, tú conoce a estas personas terribles y tiene estos pensamientos horribles, pero él es muy sensible—. Es muy extraño darse cuenta de que has escrito un asesino en serie».
Sera Gamble, la showrunner y cocreadora de la adaptación televisiva mencionó en una entrevista con Collider, que al visualizar a Joe, el principal protagonista de la serie, quiso ahondar en la causa raíz de la patología que dio forma a su posición amoral para justificar y racionalizar el acecho, el secuestro y el asesinato de sus víctimas. Cuando estaba escribiendo el personaje, dijo: «Quiero entender qué es lo que provoca un comportamiento de esta naturaleza en ese porcentaje muy pequeño de hombres. Me gusta pensar que es un porcentaje muy pequeño de hombres que cruzarían una línea como la línea que Joe Goldberg cruza». En una entrevista en el panel de The Contenders de los Premios Emmys de 2019, Gamble destacó la importancia de elegir a la persona adecuada para interpretar el papel de Joe Goldberg. Dijo que «tenía que ser una historia de amor y una película de terror en cada escena», y agregó que si «eligieran a alguien que fuera un poco espeluznante, entonces la historia no funcionaría; la idea es que sea un protagonista en una comedia romántica que trabaja en una librería y entra una mujer, tienen un lindo encuentro, se enamoran y viven felices para siempre. Ese es el espectáculo».
Ampliando su comentario sobre los temas y el origen del programa, Gamble declaró en la entrevista de The Hollywood Reporter que no le sorprendió escuchar una recepción abrumadora del personaje de Joe entre los fanáticos y espectadores en línea, citando que «Hay un contingente muy vocal de fanáticos de el libro de Caroline Kepnes [en el que se basa You] que decían, amo a Joe». Esencialmente, lo que ha hecho es tomar al héroe romántico clásico y simplemente quitar el brillo y John Cusack con el boombox y lo siguió hasta su conclusión lógica. Quiero decir, si apagas la música cursi y pones una partitura de David Fincher, las comedias románticas son películas acosadoras. La trama de casi todos los que se me ocurren, y los hemos visto a todos muchas veces en la sala de escritores, depende del tipo [...] bueno, primero que nada, — tiene que hacer una cierta jodida disculpa para que ella puedo perdonarlo. Y tiene que superar algunos de sus defectos. Quiero decir, eso es amor, ¿verdad? Pero también, la está persiguiendo por un maldito aeropuerto, persiguiéndola en una autopista, mirándola dormir porque se siente protector —. El comportamiento de la comedia romántica en la vida real es criminal. Y ese fue básicamente el punto de partida del programa.

## Representación
Penn Badgley fue elegido para el personaje principal de Joe Goldberg en junio de 2017. Antes del estreno del programa, Badgley mencionó su desinterés en interpretar al personaje de Joe Goldberg en una entrevista con Entertainment Weekly, diciendo que "No quería hacerlo, era demasiado. Estaba en conflicto con la naturaleza del papel. Si esta es una historia de amor, ¿qué dice? No es un programa promedio; es un experimento social". Sin embargo, quedó fuertemente convencido por el guion y los comentarios sociales en torno a la serie, y agregó que "lo clave para que yo quisiera unirme fueron mis conversaciones con Greg Berlanti y Sera Gamble, los creadores, y comprender la humanidad de Joe. Sabía que estaría en conflicto con el papel desde el primer día hasta el último, y por eso pensaron que sería bueno para el papel, porque no estoy mentalizado para interpretar a alguien de esta naturaleza". Al transmitir pensamientos similares en una entrevista con GQ, Badgley volvió a plantear su preocupación por interpretar a Joe, y señaló que al principio se sintió aprensivo ante el papel, pero luego cambió de opinión y expresó que "nadie en ninguna posición de la autoridad podría intentar actuar como si no supiéramos que el sexo y el asesinato venden, pero ¿cómo puede funcionar de una manera diferente que no hemos visto? Ahí es donde creo que este programa hace algo que ninguno de nosotros podría haber defendido. Seguro que clavaríamos. Podría haber sido realmente irresponsable. Podría haber fracasado y haber sido como, ¡vaya!." En otra entrevista en el panel de The Contenders Emmys 2019, Badgley mencionó que su personaje era "el héroe de su propia historia... cada asesino en serie lo es", pero agregó que Joe es "en última instancia, la palabra que me viene a la mente es que no se puede salvar". El actor destacó que, aunque existe una aparente afinidad con el personaje de Joe, es una especie de "prueba de Rorschach para nosotros", y agregó que "estamos fallando...

## Recepción

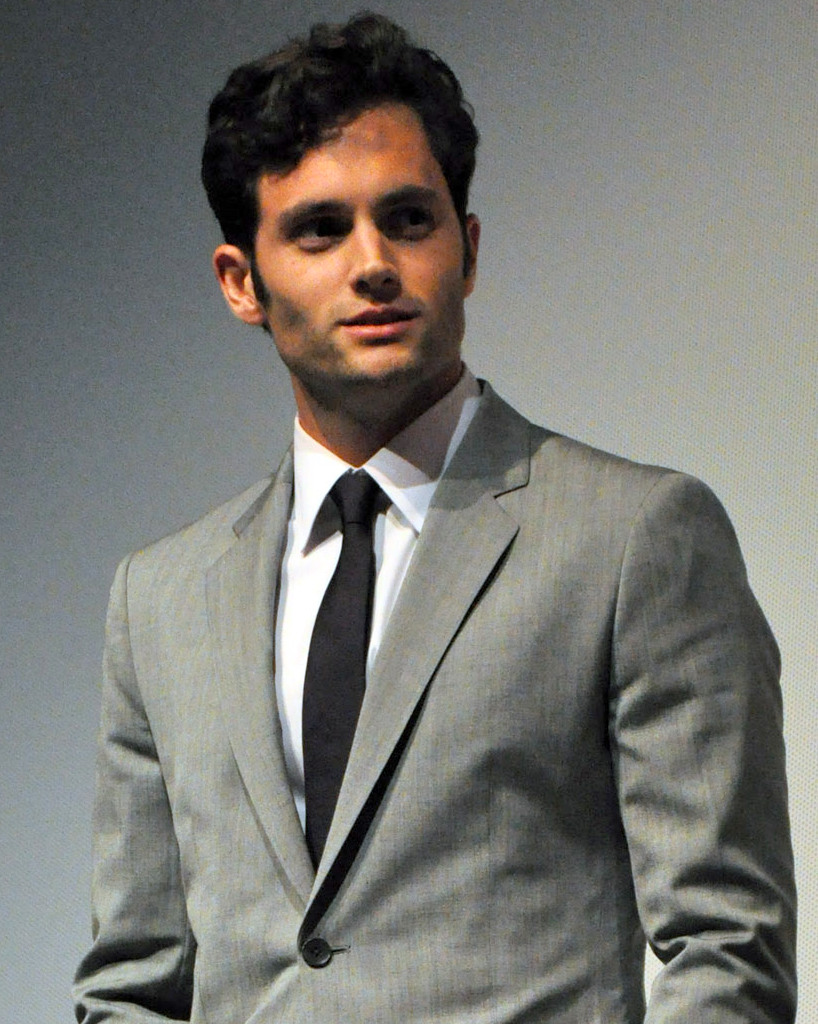
Penn Badgley en el Festival Internacional de Cine de Toronto de 2010

### Respuesta crítica
La interpretación de Penn Badgley  de Joe Goldberg ha recibido elogios de la crítica. Muchos críticos elogiaron la actuación de Penn Badgley y compararon el tono inquietante y el enfoque aterrador establecido en la serie con los temas de violencia y acoso, que recuerdan a las películas y series de suspenso contemporáneas como Dexter, Gone Girl y American Psycho. Ciertos críticos también han destacado que la serie ofrece una visión seductora pero inquietante de la mente y el perfil de un psicópata, que manipula encantadoramente su camino a través de su carisma de antihéroe, sus motivos y su retorcido sentido de moralidad, para convencer a la audiencia "de simpatizar con un acosador" y "asesino en serie".
Alicia Lutes de IGN elogió la actuación de Badgley en su reseña de la serie, destacando que está "haciendo algunos de sus mejores y más desquiciados trabajos en la serie. Su naturaleza encantadora y su rostro juguetón son los máscara perfecta y retorcida para el 'buen chico con problemas de control' que se esconde debajo" y agrega además que "el monólogo interior de Joe enmarca la serie de una manera que muestra cuán descontento es en realidad un tipo a pesar de su cálida sonrisa y su comportamiento tranquilo.
Tiffany Kelly de Daily Dot elogió la actuación de Badgley en su reseña de la serie afirmando que "brilla como gerente de librería y acosador escalofriante en este thriller sorprendentemente bueno". Mientras revisaba la primera temporada, Anna Leszkiewicz de New Statesman elogió la actuación de Penn Badgley, declarando que "la serie de Netflix You hace lo que dice: ofrece giros sorpresa, revelaciones alimentadas por goteo, un villano magnético en Joe, el horrible suspenso de saber más que sus víctimas despistadas y asesinatos satisfactoriamente sangrientos". Christina Radish de Collider nombró a Joe Goldberg como el "Mejor villano de televisión" de 2018. Radish escribió que, "gracias a la actuación de Penn Badgley y a una escritura excelente, el personaje tiene capas que lo hacen complicado e intrigante, aunque sabes que debería hacerte estremecer y retroceder. Joe Goldberg es un personaje que hace cosas horribles, pero también te mantiene tan absorto que no puedes dejar de mirar. Tilly Pearce de Metro elogió la actuación del actor en la segunda temporada y señaló que "Penn Badgley es perfecto en este papel, al igual que Victoria Pedretti, y nosotros no podemos esperar a ver qué trae la tercera temporada (suponiendo que suceda)".
Samantha Highfill de Entertainment Weekly mencionó You en su lista de deseos de contendientes para las nominaciones al Emmy 2019. Al elogiar la actuación de Badgley, señala que la serie "presentó una mirada diferente a un asesino en serie, una que llevó a los espectadores al interior de la mente de Joe Goldberg, presentándoles así el razonamiento de sus acciones. Al no rehuir nunca el lado oscuro de Joe, el La primera temporada del programa reveló un thriller moderno de hermoso ritmo sobre lo que la gente hace por amor... y lo que es aceptable hacer por amor".
Team TVLine clasificó las actuaciones de Penn Badgley y Victoria Pedretti en la parte superior de la lista de Artistas de la semana de TVLine. Al elogiar a los dos, el equipo señala que "encarnar a un asesino en serie comprensivo no es tarea fácil, sin embargo, Penn Badgley ha pasado las últimas dos temporadas de 'You' haciendo que el proceso parezca sencillo. Y tal como su personaje, Joe Goldberg, finalmente "Encontró su pareja esta temporada en la forma de una mujer llamada Love, y Badgley también encontró la compañera perfecta en pantalla en la intérprete de Love, Victoria Pedretti".

## Curiosidades
- Joe es judío por parte de madre, Sandy Goldberg (Alma Goldberg en los libros).
- Joe es bastardo, ya que sus padres biológicos no estaban casados cuando lo tuvieron.
- El padre adoptivo de Joe, Ivan Mooney, en los libros, no obligó a Joe a leer libros mientras estaba encerrado en la jaula, como se muestra en la serie. En cambio, su relación en los libros parece ser una relación padre-hijo más directa.
- Joe es zurdo, y su mano izquierda es la dominante.
- Joe es fanático de la mitología, como se ve cuando ayuda a Beck con un crucigrama sobre la diosa de la guerra. Menciona a Atenea (la diosa griega de la guerra), Frigg (la diosa nórdica de la guerra) y Sekhmet (la diosa egipcia de la guerra). También hace referencia a la historia de Sísifo en "Y vivieron felices para siempre".